# Wengernalp

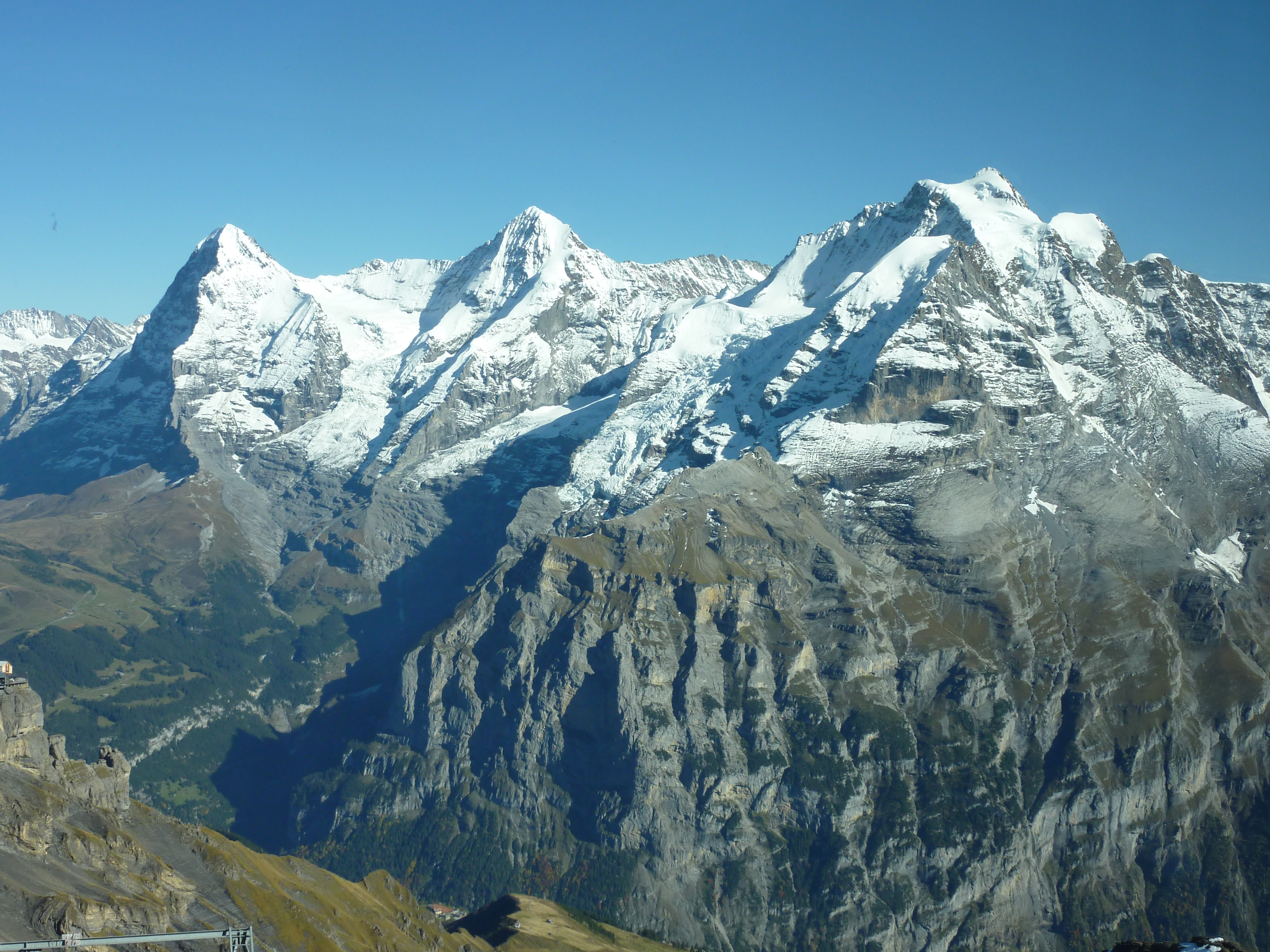
Wengernalp links Mitte, unterhalb des Eigers

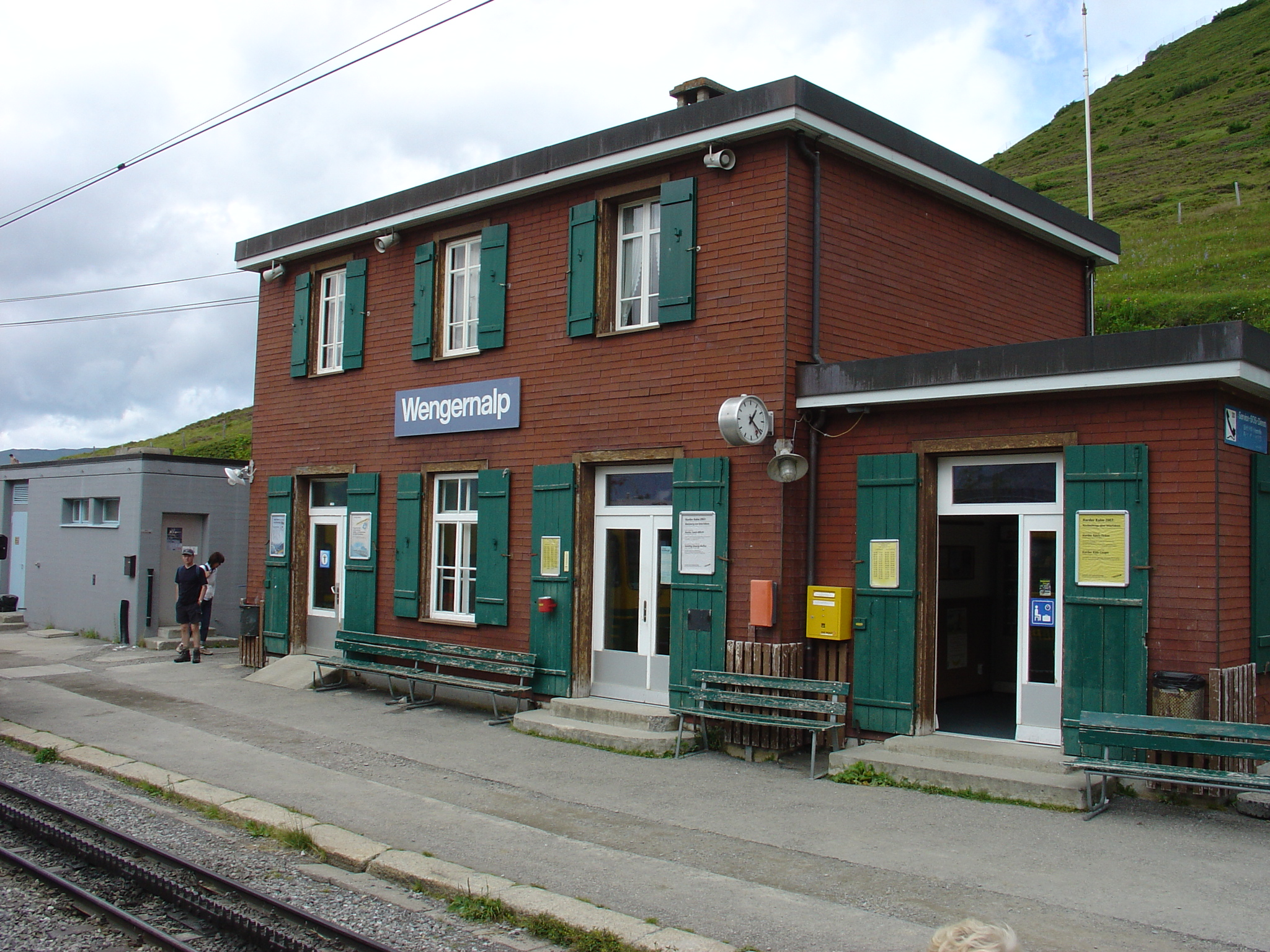
Station Wengernalp der Wengernalpbahn

Die Wengernalp ist eine Alp, die auf 1874 m ü. M. zwischen Wengen und der Kleinen Scheidegg im Schweizer Kanton Bern liegt. Erreichbar ist sie zu Fuss oder per Wengernalpbahn von Wengen oder der Kleinen Scheidegg und per Ski von der Kleinen Scheidegg aus.
1841 wurde das Hôtel de la Jungfrau eröffnet, das nach einem Brand im Jahr 1865 neu aufgebaut wurde.
Felix Mendelssohn Bartholdy, Richard Wagner, Peter Tschaikowski und viele andere verbrachten Ferien auf der Wengernalp.